# Christine Woods
Christine Woods est une actrice irlando-américaine, née le 3 septembre 1983 à Lake Forest, (Californie, États-Unis).
Elle a notamment joué dans les séries Flashforward et Dr House,.

## Biographie
Christine Woods est née à Lake Forest en Californie. Elle a étudié la comédie musicale à l'Université d'Arizona.
Après une poignée d'apparitions dans des séries, dont Dr House, elle est révélée en 2009 au sein de la distribution principale de la série dramatique Flashforward, malgré son arrêt au bout d'une saison. Depuis, elle ne cesse en effet de travailler assidûment. 
Elle intègre ainsi le cast de Perfect Couples dès la rentrée suivante, une sitcom construite autour de trois couples de trentenaires, très différents mais amis, et développée par d'anciens scénaristes de Friends. La série s'arrête au bout d'une saison de 13 épisodes en 2012. Elle rejoint une autre sitcom dès la saison suivante : en incarnant le personnage récurrent de la femme du personnage principal de Go On, incarné par Matthew Perry.
Sa versatilité convainc le scénariste et acteur britannique Stephen Merchant, qui lui confie le premier rôle féminin de sa comédie dramatique Hello Ladies. La série ne connait cependant que 8 épisodes sur la chaîne câblée HBO, en 2013.
L'année d'après, elle revient au drame en participant à un arc de trois épisodes remarqués et très noirs de la cinquième saison de la très populaire The Walking Dead. 
Début 2015, Matthew Perry lui confie un rôle récurrent de sa nouvelle sitcom, The Odd Couple. Elle tourne parallèlement un pilote de comédie pour la chaîne NBC, Not Safe For Work.

## Filmographie

### Films
- 2007 : The Haunting of Marsten Manor : Ericka
- 2008 : Mike Birbiglia's Secret Public Journal : Abby
- 2008 : The Madness of Jane : Marie
- 2009 : Sveener and the Shmiel : Traci
- 2017 : I Don't Feel at Home in This World Anymore de Macon Blair :  Meredith Rumack

### Télévision
- 2005 : Les Experts : Miami : Valerie Nelson
- 2006-2007 : The Game : Christine/Sunbeam girlfriend
- 2007 : How I Met Your Mother : Serveuse
- 2008 : Welcome to the Captain : Claire
- 2008 : Dr House : Lou
- 2008 : Cold Case : Cassie Michaels
- 2008 : NCIS : Enquêtes spéciales : Rebecca Jennings
- 2008 : US Marshals : Protection de témoins : Gwen Jarvis
- 2009 : Flashforward : Janis Hawk
- 2013 : Hello Ladies : Jessica Vanderhoff
- 2014 : The Walking Dead : Officier Dawn Lerner
- 2015 : About a Boy : Liz
- 2016 : The Catch : Rebecca Bloom
- 2015-2016 : The Odd Couple : Ashley
- 2017 : Man with a Plan : McCaffrey
- 2017 : Philadelphia : Mandy
- 2017 : NCIS : Nouvelle-Orléans : Agent Bonnie Madigan
- 2018-2020 : She-Ra et les princesses au pouvoir : Entrapta (Voix)
- 2024 : S.W.A.T. : Jenelle Wilson